# 피니어스 게이지
피니어스 게이지(영어: Phineas Gage, 1823년~1860년)는 뇌와 감정의 관계와 관련된 유명한 일화의 주인공이다. 게이지는 미국의 어느 한 철도 공사 조직의 감독관이었다. 1848년 9월 13일, 25살의 게이지는 동료들과 함께 버몬트주의 한 철도 공사에서 일하고 있었다. 구멍에 폭발물을 넣고 철 막대기로 구멍의 표면을 고르게 하기 위한 작업을 하던 중 실수로 주변 바위를 쳐 다이너마이트가 폭발하였고 그 폭발의 충격으로 철 막대기가 게이지의 왼쪽 뺨에서 오른쪽 머리 윗부분으로 뚫고 지나가버렸다. 그 결과, 그는 두개골의 상당 부분과 왼쪽 대뇌 전두엽 부분이 손상되는 심각한 상처를 입게 되었다.
게이지는 의사 존 마틴 할로우(Dr. John Martyn Harlow)에게 치료를 받아 다행히 죽을 고비는 넘겼지만 그의 머리에는 9cm 가 넘는 지름의 구멍이 생겨 있었다. 그가 죽을 것이라는 것은 어느 누구도 의심하지 않던 상황이었다. 그러나 사고 후, 몇 주 동안 수많은 감염들이 생겨났지만 약 한 달이 지나자 그는 완벽하게 회복되었다. 그 후, 의사 할로우는 게이지의 가족과 몇 년 동안 함께 지내며 게이지의 행동들을 관찰한 후 '철막대 머리 관통상으로부터의 회복'(Recovery from the Passage of an Iron Bar Through the Head)이라는 글을 발표했다.
할로우 의사가 발견한 흥미로운 점은 사고 전후로 게이지의 성격과 행동양상이 완전히 뒤바뀌었다는 것이었다. 마치 다른 사람이 된 것처럼 그의 변한 성격 때문에 그의 친구들은 그를 더 이상 게이지로 보지 않게 될 정도였다. 대뇌 전두엽 손상이 성격과 행동에 큰 변화를 준다는 피니어스 게이지의 사건은 19세기 신경과학에 큰 논쟁을 불러 일으켰고 뇌의 특정 부위의 손상이 성격과 행동에 영향을 준다는 것을 처음으로 제시한 사건이 되었다.

## 같이 보기
- 전두엽
- 집행 기능

## 참고 문헌
- Bear, Mark F.; Barry W. Connors, Michael A. Paradiso (2006). 《Neuroscience: Exploring the Brain》. Lippincott Williams & Wilkins.